# Sonny Angel

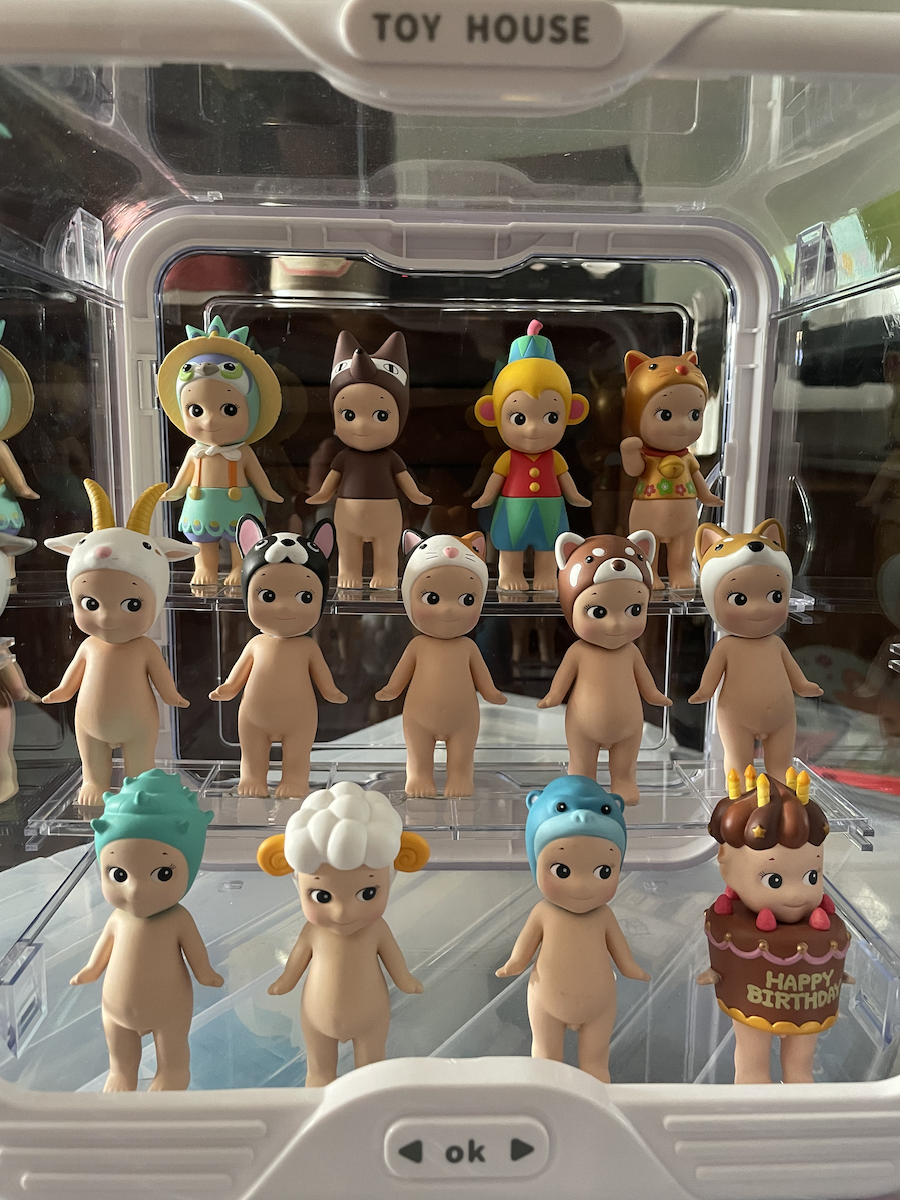
Escaparate con distintas versiones de los Sonny Angel.

Sonny Angel es una línea de figuras de juguete con aspecto de querubín, diseñada por el japonés Toru Soeya y comercializada por su empresa Dreams Inc.
El juguete salió a la venta el 15 de mayo de 2004 con una primera colección de doce muñecos, orientados a mujeres, que se distinguen entre sí por un adorno en forma de gorro o traje. Su diseño está inspirado en Kewpie, un bebé con cabeza grande creado por Rose O'Neill. Los Sonny Angel se venden en cajas sorpresa, por lo que el comprador no sabe cuál ha adquirido hasta que la haya abierto. El coste de cada caja oscila entre 10 y 12 dólares, si bien las series de edición limitada pueden alcanzar un mayor valor; en torno a ellas se ha generado una comunidad de intercambio y reventa.
Con el paso del tiempo se han ampliado las colecciones disponibles. En 2021 empezó a comercializarse una variante de escala reducida, la serie Hippers, que permite adherir el querubín en dispositivos electrónicos y otras superficies planas.
La popularidad del juguete se incrementó en 2023 gracias a su viralización en redes sociales como TikTok, al punto de convertirse en un artículo de moda y ser definido como un símbolo de la Generación Z.